# Силвер Лејк (Висконсин)
Силвер Лејк (енгл. Silver Lake) град је у америчкој савезној држави Висконсин.

## Демографија
По попису из 2010. године број становника је 2.411, што је 70 (3,0%) становника више него 2000. године.
| Група             | 2000.         | 2010.         |
| Белци             | 2.231 (95,3%) | 2.258 (93,7%) |
| Афроамериканци    | 2 (0,1%)      | 13 (0,5%)     |
| Азијати           | 4 (0,2%)      | 2 (0,1%)      |
| Хиспаноамериканци | 72 (3,1%)     | 102 (4,2%)    |
| Укупно            | 2.341         | 2.411         |